# The Judas Kiss
«The Judas Kiss» (укр. «Поцілунок Юди») — сорок третій сингл американського хеві-метал гурту Metallica, восьма пісня з їх дев'ятого студійного альбому Death Magnetic. 8 вересня 2008 вона була доступна для прослуховування на офіційному сайті гурту Mission: Metallica, а також доступна для завантаження (тільки для Платинових користувачів). З тих пісня стала доступною для покупки у вигляді цифрового сингла на iTunes Store. Перше виконання пісні наживо відбулося на Trent FM Arena 25 лютого 2009 року в Ноттінгемі, Велика Британія, на відкриваючому концерті європейської частини туру «World Magnetic». «The Judas Kiss» посилається на розповідь з Біблії, коли Юда Іскаріот зрадив Ісуса, поцілувавши його.

## Список композицій
- «The Judas Kiss» — 8:01

## Позиції в чартах
| Чарт (2008)                                   | Найвища позиція |
| --------------------------------------------- | --------------- |
| Canadian Hot 100                              | 71              |
| Swedish Singles Chart                         | 44              |
| U.S. Billboard Bubbling Under Hot 100 Singles | 12              |
| Finnish Singles Chart                         | 20              |
| Norway Singles Chart                          | 13              |

## Учасники запису
- Джеймс Гетфілд — ритм-гітара, вокал
- Кірк Хаммет — соло-гітара
- Ларс Ульріх — ударні
- Роберт Трухільйо — бас-гітара